# Quarterlife Crisis
Die Quarterlife Crisis (QLC) ist eine psychische Krise, die als Zustand der Unsicherheit im Lebensabschnitt nach dem „Erwachsenwerden“ in etwa im Alter zwischen 21 und 29 auftritt, also in der Endphase des ersten Lebensviertels, dem „Übergang von der akademischen Welt in die reale Arbeitswelt“. Der Begriff wurde in den USA 1997 in Analogie zur Midlife Crisis gebildet. Popularisiert wurde der Begriff von den amerikanischen Autorinnen Abby Wilner und Alexandra Robbins. Beide befanden sich in der Mitte ihrer Zwanziger in einer Lebenskrise und verfassten im Jahr 2001 ihren Bestseller Quarterlife Crisis: Die Sinnkrise der Mittzwanziger.
Betroffen sind insbesondere Personen, die gut ausgebildet sind, erstmals in das Berufsleben einsteigen und den geschützten Raum der Universität endgültig verlassen. Dieser Übergang ist geprägt von Unsicherheiten, Zweifel und Orientierungslosigkeit, welche sogar zu einer Depression führen können. Auslöser der QLC sind fundamentale Veränderungen im Leben, wie z. B. der erste Job.

## Theoretischer Hintergrund des Krisenbegriffs
Die Quarterlife Crisis ist eine psychische Krise. Cullberg (1979) beschrieb Krisen als Verlust des seelischen Gleichgewichts, den ein Mensch verspürt, wenn er mit Ereignissen und Lebensumständen konfrontiert wird, die er im Augenblick nicht bewältigen kann, weil sie von der Art und vom Ausmaß her die erworbenen Fähigkeiten und Hilfsmittel zur Erreichung wichtiger Lebensziele oder zur Bewältigung seiner Lebenssituation überfordern.
Caplan (1964) sah die Krise als akute Überforderung eines gewohnten Verhaltens- und Copingsystems durch belastende innere oder äußere Erlebnisse, die sich durch Gefühle von Angst, Hilflosigkeit, Bedrohung und Kontrollverlust, Verlust des seelischen Gleichgewichts und innerer Druck äußern können.
Entsprechend kommt es bei einer Krise zu einer Überlastung von physischen und psychischen Ressourcen beim Bewältigungsversuch, wodurch auf alltägliche Herausforderungen häufig nicht mehr adäquat reagiert werden kann bzw. die Fortsetzung des bisherigen Lebens in Mitleidenschaft gezogen wird. Das ist ein subjektiv belastender Prozess, mit der Möglichkeit einer positiven oder negativen Modifikation des Wesens eines Individuums. Zusammenfassung gleicht eine Krise einer Wechselbeziehung von momentanen Erlebnissen/Situationen, der individuellen Vulnerabilität und zur Verfügung stehende Bewältigungsressourcen.

### Lebensveränderungskrise
Veränderungen in der Entwicklung und im Lebenslauf gehören zu einem typischen Lebenslauf dazu. Veränderungen bedeuten, dass man neue Herausforderungen bewältigen muss. Sie können zum Krisenauslöser werden, wenn Anpassungsprozesse nicht gelingen und die Bewältigungsstrategien überfordert werden. Krisenanlass ist für die Umwelt und für den Betroffenen nicht immer direkt nachvollziehbar. Ob ein Ereignis zu einer voll ausgebildeten Krise führt, hängt deutlich mehr als bei den anderen Krisenarten von der subjektiven Bedeutung, der Krisenanfälligkeit und der Persönlichkeit ab. Der Beginn ist oft schleichend. Die Entwicklung entfaltet sich meist langsam über Wochen hinweg. Es kommt nur dann zu einer Eskalation, wenn alle Bewältigungsversuche erschöpft sind.
Caplan postulierte 1964 vier Phasen, in denen sich eine Lebensveränderungskrise entwickelt.
1. Konfrontationsphase: Ein bestimmter Reiz führt zu einer Spannungsauslösung. Es folgt der Versuch, die physische und psychische Homöostase (= Spannungsausgleich) durch Problemlösungsstrategien wiederherzustellen. Sollte das nicht gelingen, beginnt die zweite Phase, auch „das Versagen“ genannt.
2. Phase des Versagens: Durch Scheitern der Bewältigungsstrategien kommt es zu Kontrollverlust, emotionaler Beunruhigung und Gefühlen des Ausgeliefertseins. Ein Lösungsversuch ist die Mobilisierung von Ressourcen, die die dritte Phase einläutet.
3. Mobilisierung von Ressourcen: Der Betroffene setzt neue Zieldefinitionen und gibt simultan bestehende Ziele auf. Problembezogene Perspektivwechsel sind ebenfalls hilfreich sowie die Suche nach Unterstützung im sozialen Umfeld. Sollten diese Strategien den Spannungszustand nicht lösen können, beginnt die letzte Phase: Das Vollbild der Krise entfaltet sich.
4. Vollbild der Krise: Es kommt zu einem Zusammenbruch durch eine zu hohe emotionale Belastung. Schuld- und Wutgefühle stehen im Vordergrund.[6]

## „Emerging Adulthood“
Die Quarterlife Crisis findet im frühen Erwachsenenalter statt, welches sich etwa vom 18. bis zum 30. Lebensjahr erstreckt und in der englischen Fachliteratur oft als „Emerging Adulthood“ bezeichnet wird. Nach Eriksons Stufenmodell (1979) ist diese Phase von Intimität und dem Wechselspiel von Solidarität und Isolation geprägt. Havighurst (1948) benennt die in dieser Phase wichtigen Entwicklungsaufgaben mit Hochzeit, Nachwuchs zeugen und dem Einfinden in das Berufsleben. Beide Modelle sind verhältnismäßig alt und bedürfen einer Anpassung an den gesellschaftlichen Wandel.
Erikson schlägt in diesem Rahmen eine weitere Stufe der psychosozialen Entwicklung vor, die ursprünglich von Arnett (2000) erstmalig erwähnt worden ist. Resultierend aus deren Beobachtung, dass klassische Entwicklungsschritte zunehmend später stattfinden, wird die „Emerging Adulthood“ als Phänomen eingeführt. Dieses Phänomen ist geprägt von der gesellschaftlichen Entwicklung zur Dienstleistungsgesellschaft, der sexuellen Befreiung sowie der Frauen- und Jugendbewegung.

### Charakteristika der „Emerging Adulthood“
Allgemein tritt sie zwischen dem 19. und dem 25. Lebensjahr auf. Es handelt sich nicht um ein kulturübergreifendes Phänomen, vielmehr liegt der Fokus auf modernen westlichen Staaten. Sie ist als eigenständiges Stadium in Abgrenzung zur verlängerten Adoleszenz zu verstehen. Die Emerging Adulthood zeichnet sich durch fünf wesentliche Merkmale aus:
- Identitätssuche
- Instabilität
- Selbst-Fokus
- „Sich dazwischen fühlen“
- Zeit der Möglichkeiten

### Rezeption der Theorie der „Emerging Adulthood“
Reifman, Arnett und Colwell entwickeln 2007 das Inventory of dimensions of emerging adulthood (IDEA) auf Basis einer Faktorenanalyse. Die Ergebnisse sind die oben genannten Hauptmerkmale dieses Stadiums.
Arnett und Mitra führten 2018 eine Studie mit knapp 3000 Teilnehmern verschiedener erwachsener Altersgruppen (Alter zwischen 18 und 60) durch. Alle Teilnehmer füllten einen Fragebogen mit Item zu den oben genannten fünf Charakteristika der „Emerging Adulthood“ aus. Die Ergebnisse zeigen, dass insbesondere 18- bis 25-jährige deutlich höhere Zustimmungswerte ausweisen.

### „Emerging Adulthood“ und QLC
Weitere Studien ergeben, dass die QLC tendenziell am Ende des Stadiums „Emerging Adulthood“ liegt. Möglicherweise ist sie ein Phänomen, welche sich zum Übergang zum jungen Erwachsenenalter einstellt.

## Merkmale und Symptome der Krise
Anzeichen und Merkmale der Krise können unter anderem sein:
- Sich „nicht gut genug“ zu fühlen, wenn man keinen den eigenen akademischen oder intellektuellen Fähigkeiten entsprechenden Job findet
- Frust und Konflikte in Beziehungen sowie in der Arbeitswelt
- Identitätskrise und Persönlichkeitsunsicherheit
- Zukunftsangst, Unbehagen wegen der nahen Zukunft
- Ungewissheit über die Qualität der bisherigen Leistungen und Erfolge im Leben
- Unzufriedenheit mit der beruflichen Stellung
- Nostalgie und Zurückwünschen in die Zeit als Student, Schüler oder Lehrling
- Tendenz, gefestigte Meinungen zu einem Thema zu haben
- Soziale Interaktion mit anderen langweilt einen
- Finanzielle Sorgen
- Einsamkeit
- Der bisher unerfüllte und nun aufkommende Wunsch nach eigenen Kindern
- Das Gefühl, dass alle um einen herum besser und erfolgreicher sind als man selbst[15]

Diese Phänomene können in jedem Lebensalter auftreten, jedoch scheint sich eine Häufung dieser Symptome zu ergeben, wenn junge Menschen mit der „realen Welt“ in Kontakt kommen und sich nach ihrer Ausbildungszeit bewähren müssen. Es kommen neue Verantwortung und eventuell als neue Erfahrung Jobunsicherheit, Stagnation der erträumten Laufbahn usw. als Aufgabenbereiche zu den bisherigen dazu. In der Ausbildungszeit gab es eine feste Hierarchie (z. B. Lehrer-Schüler, Ausbilder-Lehrling, Dozent-Student) und einen festen Alltag, was sich in diesem Lebensabschnitt stark verändert. Oft bereitet der Ausbildungsweg nicht ausreichend auf die Realität im Berufsleben vor. Darüber hinaus muss man sich unter Umständen im Berufsleben an neue Spielregeln, an Hackordnungen, soziale Regeln und Machtspiele gewöhnen.

### Vier Phasen der QLC nach Robinson (2015)
Nach Robinson (2015) lassen sich vier Phasen der QLC unterscheiden. Diese laufen nicht immer gleich ab, sondern können in ihrer Reihenfolge variieren. Ebenfalls wichtig anzumerken ist, dass sich die Krise im Prozess zu einer Chance entwickelt.

#### Unzufriedenheit mit dem eigenen Leben
Zu Beginn entsteht ein Konflikt durch den Wunsch nach Veränderung, einer Angst vor dem Ungewissen und dem Gefühl des Scheiterns als Erwachsener. Alle Faktoren können einzeln, aber auch gemeinsam auftreten. Der Betroffene zweifelt an seiner eigenen Identität, an den ihm gesellschaftlich vorgegebenen Rollenbildern sowie daraus resultierenden Verpflichtungen.

#### Verlangen nach Veränderungen
In dieser Phase stehen Emotionen im Vordergrund. Es können sich Gefühle der Verluste und Ängste, wie z. B. durch die Trennung von gewohnten Lebensstrukturen, einstellen, oder auch Gefühle der Identitätsverwirrung. Der Betroffene hinterfragt sich zu seiner eigenen Person, zur Gesellschaft und vielen weiteren Aspekten.

#### Umsetzung von Veränderungen
Der Betroffene beginnt, neue Erfahrungen zu suchen. Beispielhafte Veränderungen können der Jobwechsel oder die Beendigung einer Beziehung sein. Insgesamt kommt es zu einem Wandel der Lebensstruktur, bei dem man sich an die typische Lebensstruktur eines Erwachsenen annähert. Zusätzlich treten Gefühle von Verletzlichkeit und Ängstlichkeit auf. Ein weiterer wesentlicher Bestandteil dieser Phase ist die innere Zerrissenheit bei Betroffenen, die durch Unwissenheit über die eigene Zukunft ausgelöst wird. Fragen wie: "Wer bin ich? Was will ich? Wohin will ich?" sind typisch. Es kommt zu einer Konzentration auf die eigene Person zur Beantwortung dieser Fragen, was zu einer Stabilisierung in dieser Phase führt.

#### Konzentration auf Werte und Interessen
In dieser Phase werden bestimmte Rollen übernommen. Diese sind bewusst und aus eigener Überzeugung gewählt, sodass sich der Betroffene mit diesen neuen Rollen als authentisches Individuum wahrnehmen kann. Die Persönlichkeit ist stabilisiert und der Alltag wird als kontrollierbar und geordnet wahrgenommen.

### Typologien der QLC
Bei QLCs unterscheidet man zwischen der eingesperrten und der ausgesperrten Krise. Die ausgesperrte Krise zeichnet sich dadurch aus, dass sich die Betroffenen der Erwachsenenrolle nicht gerecht fühlen und sich nicht damit identifizieren können. Folglich schaffen sie den Einstieg in diese Rolle nicht.
Die eingesperrte Krise beinhaltet, dass sich die Betroffenen in der vorgegebenen Rolle wiederfinden. Sie sind damit jedoch nicht zufrieden und suchen einen Ausweg aus der Rolle hinaus.

## Ursachen und Auslöser der QLC
Generell ist das wahrgenommene „zu schnelle Erwachsenwerden“ die Ursache einer Quarterlife Crisis. Diese Wahrnehmung verursacht …
- Identitätskrisen durch ein kritisches Lebensereignis
- Ein geschwächtes Selbstwertgefühl
- Gesellschaftliche Veränderungen
- Instabilität
- Den Übergang zum Erwachsenenalter
- Diskrepanz zwischen Erwartung und Realität
- Kontrollverlust

Nach Robinson (2018) ist es „der Übergang von instabilen, offenen und explorativen Lebensstruktur zu einer sesshaften, vorhersehbaren und produktiven Rolle“, der die QLC letztendlich auslöst. Prinzipiell treten große Anforderungen auf, die neue Stressoren für das Individuum darstellen und ein Gefühl der Überforderung auslösen. Beispiele, die dieses Gefühl des „zu schnellen Erwachsenwerdens“ auslösen, sind der Auszug aus dem Elternhaus, der Schulabschluss, der Studiums- oder Ausbildungsbeginn, der Berufseinstieg, Änderungen des Alltags, Konkurrenzkämpfe, hoher Erfolgsdruck, wahrgenommene neue Verantwortung u. v. m. Dabei gibt es keine universelle Ursache, vielmehr sind sie individuell, kulturabhängig, bildungsabhängig, statusabhängig und geschlechtsabhängig.

## Bewältigungsstrategien
Herausforderungen und Krisen werden mithilfe von Strategien durch den Einsatz von Ressourcen bewältigt. Liegen zu wenige Ressourcen vor, kommt es zu einem negativen Verlauf der Krise. Methoden, um adäquat mit Krisen umzugehen, heißen auch Copingstrategien. Sie setzen sich aus bereits gelernten Strategien beim Bewältigen von Krisen zusammen.
Im Prinzip senkt erfolgreiche Krisenbewältigung den Stresspegel. Ebenfalls rücken Veränderungsmöglichkeiten und Gefühle in den Fokus, um Selbstwert wiederzuerlangen.
Es gibt zwei verschiedene Strategietypen: Das „Problem-Focused-Behavior“ und das „Emotion-Focused-Behavior“.
Das „Problem-Focused-Behavior“ ist eine aktive Bewältigung. Sie wird geplant und beinhaltet die instrumentelle soziale Unterstützung. Das „Emotion-Focused-Behavior“ ist die Suche nach emotionaler Unterstützung. Dabei kann es zur Vermeidung, Verleumdung, positiven Neubewertung und Isolation kommen.
Die Vorliebe für die eine oder andere Strategie ist geschlechter- und kulturabhängig.
Im Coaching und Training, um Identitätskrisen wie die QLC zu bewältigen, finden Selbstvertrauens- und Selbstwahrnehmungsübungen großen Anklang. Beispielsweise fördern Perspektivübernahmeübungen das Krisenverständnis. Journaling und Storytelling werden angewandt, um das Selbstbewusstsein zu steigern. Skill Trainings bringt dem Betroffenen Fähigkeiten nahe, die gut auf viele Situationen anwendbar sind  (z. B. Durchsetzungsfähigkeit, Priorisierung).

## Kritische Würdigung der QLC
Die Quarterlife Crisis ist hinsichtlich ihrer psychologischen Validität und der genauen Festlegung der zutreffenden Alterspanne nur unzureichend empirisch belegt. Zahlreiche Forscher bestreiten ihren Charakter als „Krise“ bis hin zu der bloßen Existenz einer QLC. Auf der anderen Seite gibt es interessante Forschungsergebnisse, die sich mit der Thematik der QLC befassen, wie die zwei Arten von Krisen und die Kulturabhängigkeit von QLC. Die Frage nach der Existenz der QLC ist aktuell noch kritisch zu betrachten, da es keine eindeutig belegten Forschungsergebnisse gibt, die eine QLC von anderen Krisen eindeutig abgrenzen lassen.
Eine Studie von Rossi und Mebert (2011) ist die bisher einzige publizierte empirische Studie zur Quarterlife Crisis. Sie untersuchten die Anzeichen einer Quarterlife Crisis (siehe Abschnitt Merkmale und Symptome der Krise) in einer Stichprobe junger Menschen. Diese Stichprobe setzte sich aus vier Gruppen zusammen: Studenten der ersten Semester, Studenten der höheren Semester, Abiturienten und Studienabsolventen. Alle Teilnehmer wurden zu Themen wie Identitätsentwicklung, sozialer Unterstützung, Coping, Depressionen, Berufs- und Lebenszufriedenheit, Ängste und Einstellung zur eigenen Zukunft untersucht. In keinem Teil der Stichprobe konnten empirische Belege einer QLC gefunden werden. Damit sollte es natürlich nicht erledigt sein – jedoch bedarf das noch junge Thema der QLC weitaus mehr wissenschaftliche Beachtung und Forschung.